# 1917년 선택적 병역법

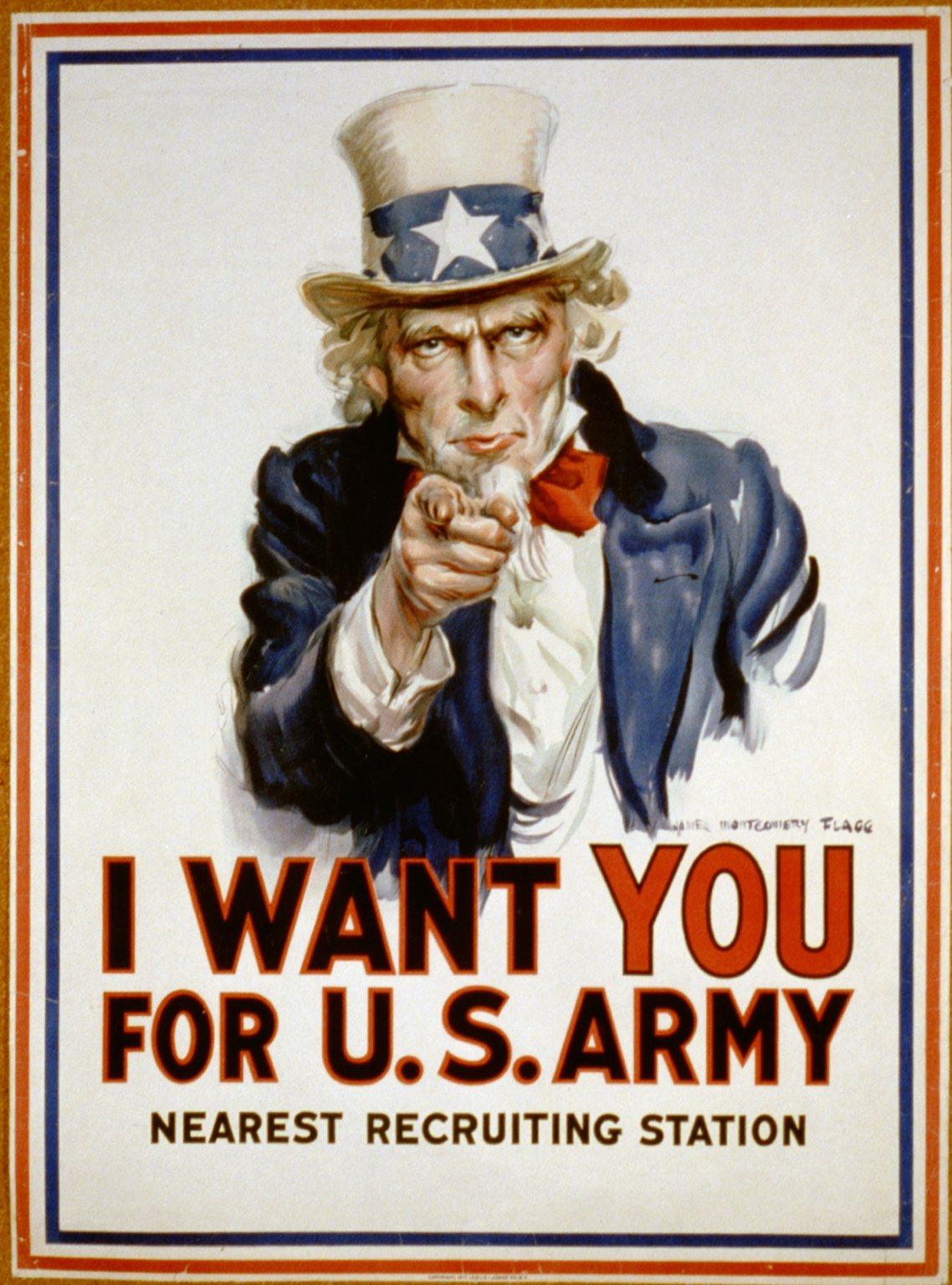
엉클 샘이 1917년부터 1918년까지 제1차 세계 대전 기간 동안 미군을 위한 병사들을 모집하기 위해 시청자들을 향해 손가락을 가리키는 모습

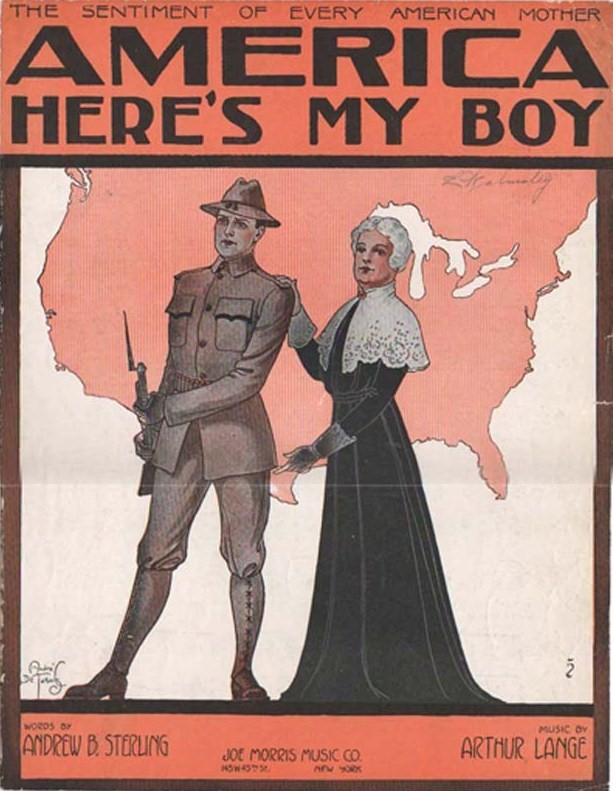
애국가 악보 표지, 1917년

1917년 선택적 병역법(영어: Selective Service Act of 1917) 또는 선택적 징집법(영어: Selective Draft Act, Pub.L. 65–12, 40 Stat. 76, 1917년 5월 18일 제정)은 미국 연방 정부가 제1차 세계 대전 참전을 위해 징병제를 통해 국가군을 증강하는 것을 승인했다. 이 법은 1916년 12월에 구상되었고, 1917년 2월 독일과의 관계가 단절된 직후 우드로 윌슨 대통령에게 알려졌다. 이 법 자체는 미국이 독일에 전쟁을 선포하며 제1차 세계 대전에 참전한 후 당시 대위(이후 준장)였던 휴 새뮤얼 존슨이 초안을 작성했다. 이 법은 1918년 11월 11일 전쟁 종료와 함께 폐지되었다. 이 법은 1918년 미국 연방 대법원에 의해 합헌으로 인정되었다.

## 역사

### 기원
제1차 세계 대전 당시, 미 육군은 유럽 강대국들의 동원된 군대에 비해 규모가 작았다. 1914년까지만 해도 정규군은 10만 명 미만이었고, 국민군(주 조직 민병대)은 약 11만 5천 명이었다. 국방법은 1921년까지 육군을 16만 5천 명, 국민군을 45만 명으로 증강하는 것을 승인했지만, 1917년에는 육군이 약 12만 1천 명으로만 확장되었고, 국민군은 18만 1천 명에 달했다.
1916년까지는 미국이 유럽 분쟁에 참여하려면 훨씬 더 큰 군대가 필요하다는 것이 명확해졌다. 윌슨 대통령은 처음에는 자원병만으로 구성된 군대를 사용하고 싶었지만, 곧 이것이 불가능하다는 것이 명확해졌다. 전쟁이 선포되자 윌슨은 육군을 100만 명의 병력으로 증강할 것을 요청했다. 전쟁 선포 첫날에만 7만 3천 명이라는 놀라운 수의 남성들이 자원했지만, 징집 요청 후 6주가 지나자 더 많은 자원병을 기다리는 것은 유럽으로 전투 병력을 신속히 동원하려는 계획과 맞지 않다는 것이 명확해졌다. 윌슨은 국방장관 뉴턴 D. 베이커의 징집 권고를 수락했다.
미국 육군 법무감인 이녹 H. 크라우더 장군은 처음 자문을 받았을 때는 반대했다. 그러나 나중에 휴 존슨 대위와 다른 이들의 도움을 받아 크라우더는 의회를 통해 법안을 통과시키고 헌병 총감으로서 징집을 관리했다.
법안 작성 및 의회 협상 과정에서 발생한 문제는 전 대통령 시어도어 루스벨트가 유럽으로 갈 자원 부대를 조직하려 했던 바람이었다. 윌슨 대통령과 육군 장교를 포함한 다른 이들은 여러 가지 이유로 이를 허용하기를 꺼렸다. 최종 법안에는 대통령이 네 개의 자원 사단을 조직할 수 있도록 허용하는 타협 조항이 포함되었지만, 윌슨은 이 권한을 행사하지 않았다.
관심 없는 대중이 전쟁과 징집을 지지하도록 설득하기 위해 신문 업계 베테랑인 조지 크릴이 미국의 공식 전쟁 선전가가 되었다. 그는 공보위원회를 설립했는데, 이 위원회는 7만 5천 명의 연사를 모집하여 미국 전역의 5천 개 도시와 마을에서 75만 개의 4분 연설을 진행했다. 크릴은 나중에 노동 조합 지도자 새뮤얼 곰퍼스를 회장으로 하는 미국 노동 민주주의 연맹을 결성하여 노동 계급의 전쟁 지지를 얻고 "국가의 정서를 통일"하는 데 도움을 주었다. AALD는 164개 도시에 지부를 두었으며, "노동 계급의 전쟁 지지는 미온적"이었음에도 불구하고 많은 노동 지도자들이 동참했지만, 이 캠페인은 궁극적으로 실패했다. 많은 저명한 사회주의 지도자들이 친전으로 바뀌었지만, 대다수는 그렇지 않았다.

### 영향
선택적 병역법에 따라 21세부터 30세까지의 모든 남성은 군 복무를 위해 잠재적으로 선발될 수 있도록 등록해야 했다. 국방부의 요청으로 의회는 1918년 8월에 이 법을 개정하여 연령 범위를 18세에서 45세까지의 모든 남성으로 확대하고 추가적인 자원을 금지했다. 제1차 세계 대전이 끝날 무렵, 약 200만 명의 남성이 다양한 군 복무 부문에 자원했고, 약 280만 명이 징집되었다. 이는 미군에 복무한 거의 480만 명의 미국인 중 절반 이상이 징집되었다는 것을 의미한다. 애국심을 고취하려는 노력 덕분에 제1차 세계 대전 징집은 높은 성공률을 보였으며, 35만 명 미만의 남성이 "징집을 피했다." 이 법의 7조는 남성들이 "가능한 한 ... 주와 그 정치적 하위 구역별로 부대로 편성될 것"이라고 규정했는데, 가장 대표적인 예는 "국군" 보병 사단이었다.

### 이전 징집과의 차이점

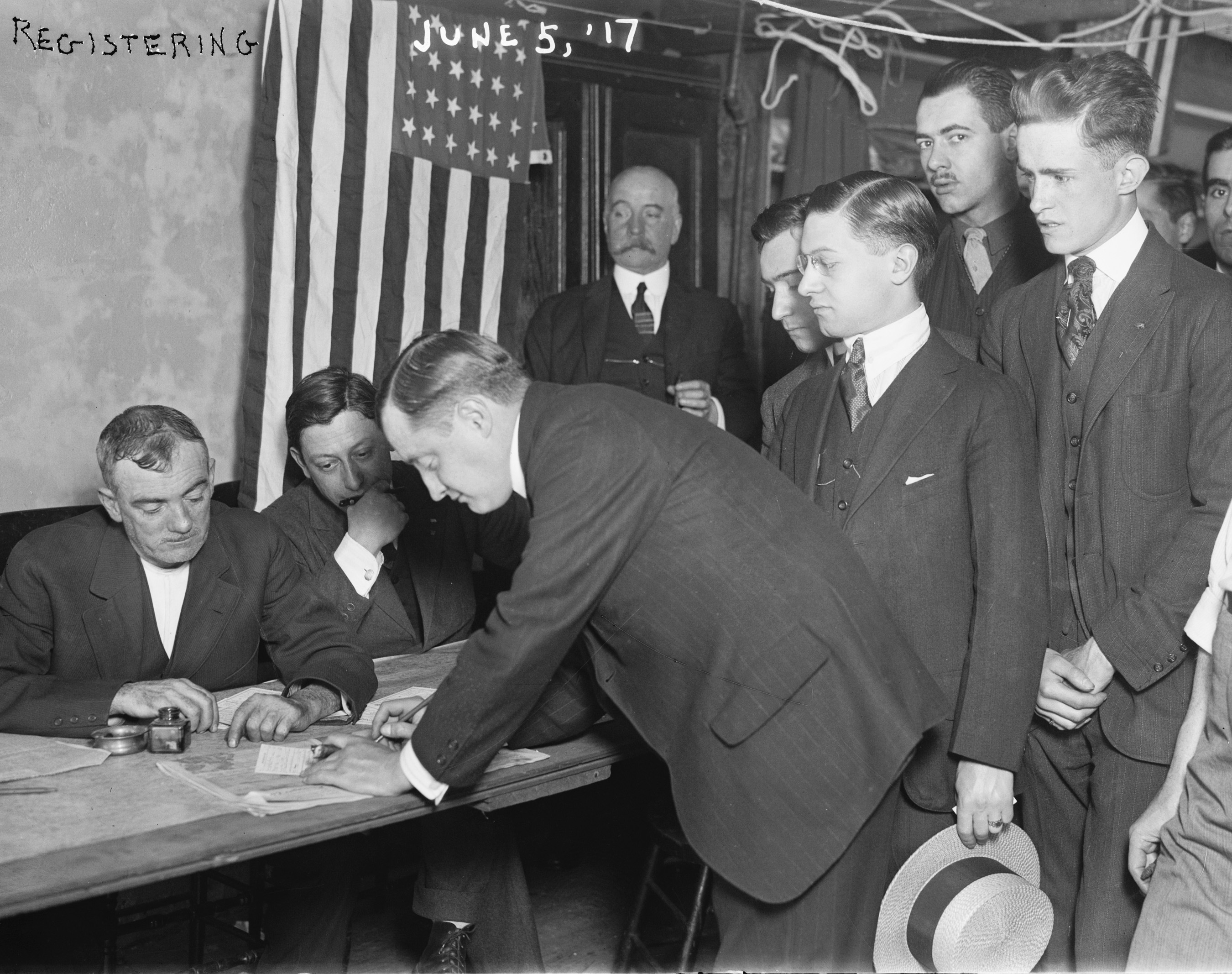
1917년 선택적 병역법과 관련하여 열린 첫 전국 등록일에 뉴욕 시에서 병역 등록을 하는 젊은 남성들.

1917년 선택적 병역법에 의해 확립된 징집과 남북 전쟁 징집 사이의 가장 중요한 차이점은 대리인의 허용 여부였다. 남북 전쟁 당시, 징집된 남성은 자신의 자리에 다른 남성을 고용하여 병역을 피할 수 있었다. 대리인이 주로 부유한 남성들에 의해 사용되었다는 대부분 부정확한 인식이 퍼졌고, 이를 감당할 수 없거나 불명예스럽다고 생각하는 사람들에 의해 반감을 샀다.
대리인 제도는 1917년 선택적 병역법 제3조에서 금지되었다.
군 복무에 책임이 있는 사람은 향후 그러한 복무를 위해 대리인을 제공하는 것이 허용되지 아니하며; 어떠한 대리인도 미국 군 복무에 수령, 입대 또는 등록되지 아니하며; 그러한 사람은 금전 또는 기타 유가물을 지불하여 군 복무 또는 그에 대한 책임에서 면제되거나 복무 기간 만료 전에 제대하는 것이 허용되지 아니한다.

### 전국 등록일 및 종료
제1차 세계 대전 중에는 세 차례의 등록이 있었다.
- 첫 번째는 1917년 6월 5일로, 21세에서 30세 사이의 모든 남성이 대상이었다.
- 두 번째는 1918년 6월 5일로, 1917년 6월 5일 이후 21세가 된 사람들이 등록했다. 두 번째 등록에 포함된 보충 등록은 1918년 8월 24일에 1918년 6월 5일 이후 21세가 된 사람들을 위해 실시되었다.
- 세 번째는 1918년 9월 12일로, 18세에서 45세 사이의 남성이 대상이었다.

선택적 병역법은 선택적 징집법 사건(245 U.S. 366 (1918))에서 미국 연방 대법원에 의해 합헌으로 인정되었다. 미국 법무차관의 주장과 법원의 의견은 주로 Kneedler v. Lane, 45 Pa. 238, 252 (1863)과 바텔의 1758년 저서 국제법론에 기반을 두었다.
1918년 11월 11일 휴전 협정 서명 후, 선택적 병역 제도의 활동은 급격히 축소되었다. 1919년 3월 31일, 모든 지역, 지구, 의료 자문 위원회가 폐쇄되었고, 1919년 5월 21일, 마지막 주 본부가 운영을 중단했다. 헌병 총감은 1919년 7월 15일 직무에서 해제되었고, 이로써 제1차 세계 대전의 선택적 병역 제도의 활동은 최종적으로 종료되었다.

## 징집 분류
징병은 계급별로 이루어졌다. 첫 번째 후보는 1등급에서 선발되었다. 1등급 아래의 각 계급 구성원은 상위 계급의 모든 가용 및 잠재적 후보 풀이 소진된 경우에만 이용 가능했다.
|      | 분류                                  | 범주 (1917년 5월 – 1919년 7월) |
| ---- | ------------------------------------- | --- |
| I.   | 군 복무 적격 및 책임.                 | 부양가족이 없는 미혼 등록자, 독립 배우자 또는 16세 이상 부양 자녀 1명 이상을 둔 기혼 등록자(징집 시 충분한 가족 수입이 있는 경우). |
| II.  | 일시적으로 연기되었으나 군 복무 가능. | 부양 배우자 또는 16세 미만 부양 자녀를 둔 기혼 등록자(징집 시 충분한 가족 수입이 있는 경우). |
| III. | 일시적으로 면제되었으나 군 복무 가능. | 지방 공무원. 16세 미만 부양 부모 또는 부양 형제자매를 위한 유일한 가족 수입을 제공하는 등록자. 전쟁 노력에 필수적인 농업 노동 또는 산업 기업에 종사하는 등록자. |
| IV.  | 극심한 어려움으로 인해 면제.          | 부양 배우자 또는 부양 자녀를 둔 기혼 등록자(징집 시 가족 수입이 불충분한 경우). 사망한 배우자를 두고 16세 미만 부양 자녀를 위한 유일한 가족 수입을 제공하는 등록자. 사망한 부모를 두고 16세 미만 부양 형제자매를 위한 유일한 가족 수입을 제공하는 등록자. |
| V.   | 면제 또는 군 복무 부적격.             | 주 또는 연방 공무원. 미국 군대 또는 해군 복무 중인 장교 및 사병, 직업을 수행하는 면허 조종사. 성직자. 1917년 5월 18일 또는 그 이전에 공인된 신학 또는 신학 대학에서 성직을 준비하던 학생. 의학적으로 장애가 있거나(영구적인 신체적 또는 정신적 부적합) 군 복무에 "도덕적으로 부적합"하다고 판단된 등록자. 반역죄 또는 중죄, 또는 "불명예스러운" 범죄로 유죄 판결을 받았음이 입증된 등록자. 적성 외국인 및 영주 외국인. |

## 아프리카계 미국인
제1차 세계 대전 당시 미국 군대는 완전히 분리되어 있었다. 육군은 여러 흑인 "버팔로 솔져" 연대를 보유하고 있었지만, 제임스 K. 바다만 상원의원(미시시피)과 벤저민 틸먼 상원의원(사우스캐롤라이나)과 같은 많은 정치인들은 흑인 미국인의 군사적 역할 확대에 강하게 반대했다. 그럼에도 불구하고 국방부는 흑인들을 징집에 포함시키기로 결정했다. 1917년 6월 2일과 9월 12일의 두 차례 징집에서 총 2,290,527명의 흑인 미국인이 등록되었는데, 이는 잠재적 징집 대상인 전체 미국인 풀의 9.6%에 해당한다.
징집 위원회 관계자들은 흑인 등록자의 선택적 병역 서식의 왼쪽 하단 모서리를 찢어내어 분리된 부대로 배치됨을 나타내도록 지시받았다. 1917년 8월 휴스턴 폭동 당시, 무장한 흑인 병사들이 휴스턴 경찰과 민간인에게 발포한 사건 또한 국방부의 의사 결정에 영향을 미쳤다. 흑인 병사들의 대다수는 도로 건설 및 화물 처리와 같은 노동 기능에만 고용되었다. 결국 92사단과 93보병사단의 두 개 흑인 전투 부대만이 창설되었다. 흑인 미국인들은 미국 해병대에서 완전히 배제되었고, 전쟁 기간 동안 미국 해군에서 잡역에 종사해야 했다.

## 같이 보기
- 미국의 병역 제도
- 셀렉티브 서비스 시스템